# Mike Beckmann
Mike Beckmann (* 27. Oktober 1967 in Gevelsberg) ist ein ehemaliger deutscher Kunstturner. 1988 turnte er bei den Olympischen Spielen in Seoul. 1989 turnte er für Deutschland bei den Turn-Weltmeisterschaften in Stuttgart. 1989 und 1990 wurde er Deutscher Meister im Mehrkampf, 1990 zusätzlich Deutscher Meister an den Ringen.
Laut Sportinformationsdienst war Beckmann im Juli 1989 in eine Schlägerei verwickelt und wurde im April 1990 vom Amtsgericht München wegen gefährlicher Körperverletzung zu einer neunmonatigen Bewährungsstrafe und einer Geldbuße verurteilt.